# 清水婦久子
清水 婦久子（しみず ふくこ、1954年7月6日 - ）は、日本の国文学者。帝塚山大学教授。
岡山県岡山市出身。1977年大阪女子大学学芸学部国文学科卒、1980年同大学院修士課程修了。1997年『源氏物語の風景と和歌』で関根賞。2003年「源氏物語版本の研究」で大阪大学文学博士。2004年帝塚山大学短期大学部教授、帝塚山大学人文学部日本文化学科教授。

## 著書
- 『源氏物語の風景と和歌』和泉書院 1997
- 『源氏物語版本の研究』和泉書院 2003
- 『光源氏と夕顔 身分違いの恋』新典社新書 2008
- 『源氏物語の真相』角川選書 2010
- 『国宝「源氏物語絵巻」を読む』和泉書院 2011
- 『源氏物語の巻名と和歌　物語生成論へ』和泉書院、2014

### 編纂
- 『首書源氏物語 絵合・松風』一竿斎 和泉書院 1989
- 『絵入源氏 桐壷巻』桜楓社 1993
- 『光源氏系図 帝塚山短期大学蔵 影印と翻刻』和泉書院 1994
- 『絵入源氏 夕顔巻』おうふう 1995
- 『絵入源氏 若紫巻』おうふう 2002

## 参考
- J-GLOBAL 研究者紹介